# スウェージロック

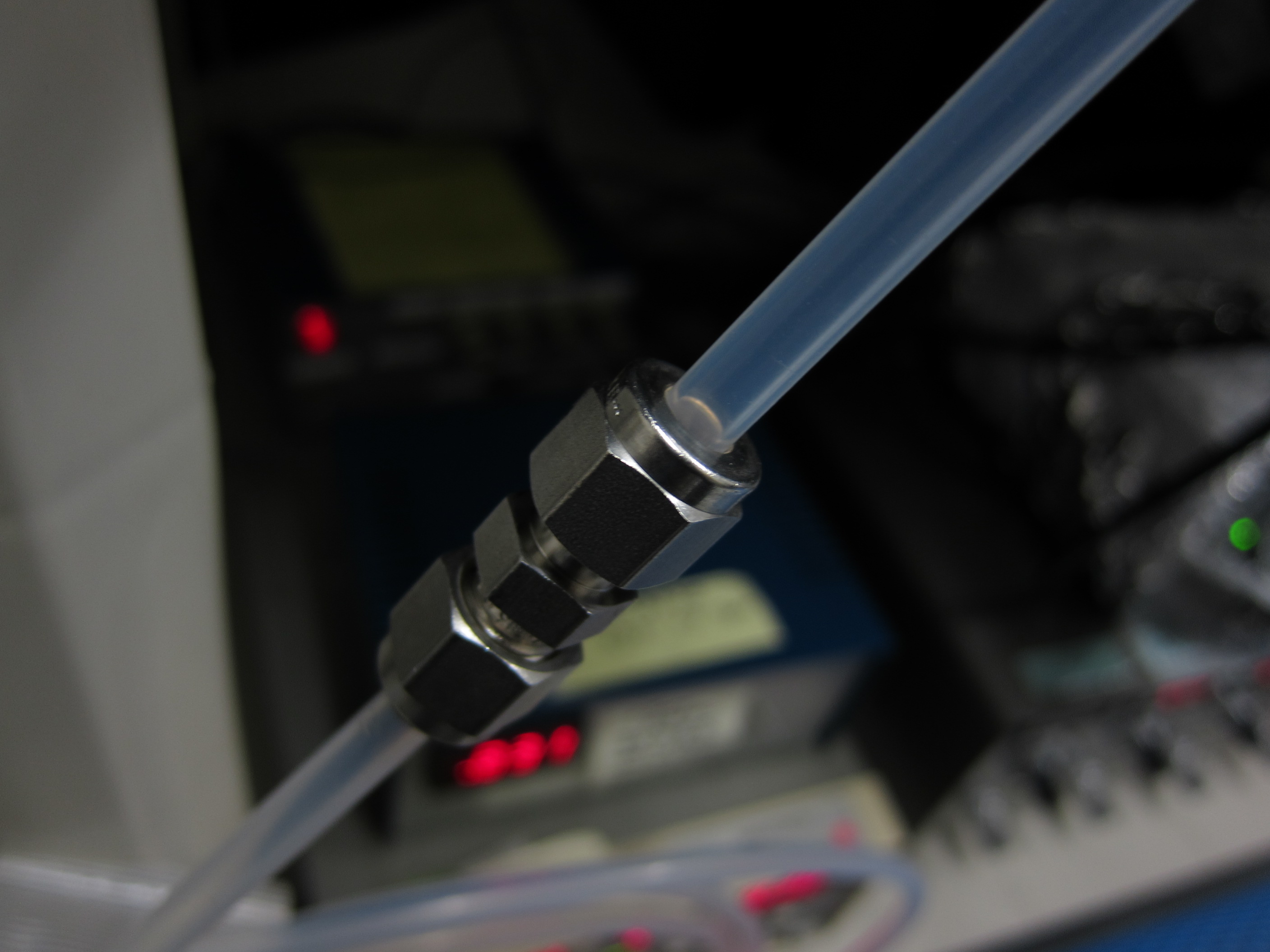
Swagelokチューブ継手によるテフロンチューブの接続

スウェージロックは、1947年、en:Fred A. Lennon（1905～1998）により設立された流体システム・コンポーネント製造会社である。また、同社の中核的製品ラインであるSwagelokチューブ継手は、標準的に用いられるガス配管用継ぎ手のひとつとなっており、「スウェージロック」という語がこの継ぎ手を指す場合がある。技術書などで「スウェジロック」と書かれる場合があるが、非公式な俗称であり、スウェージロック社では非公式である。

半導体製造装置や計測器などの科学機器用のガス機器などで、このSWagelok社の継ぎ手が使われる場合がある。

## スウェージロック継ぎ手
スウェージロック社の継ぎ手は主に、「スウェージロック継ぎ手」と「VCR継ぎ手」、「VCO継ぎ手」である。
「スウェージロック継ぎ手」は、かしめ式である（フェルールが配管に食い込んでシールするタイプの継ぎ手）。
構造は、2種のフェルールによって配管をかしめる構造になっている。同社のスウェージロック継ぎ手用のナットとボディの間に、フロントフェルールとバックフェルールを組み込む。
取り付けには、溶接は不要である。
取り外しの再利用は可能だが、配管への食い込みが蓄積するので、なるべく取り外しはしない箇所に用いるのが好ましい。
締結の際のスパナの規格に関しては、スウェージロック継ぎ手、VCR継ぎ手、ともに原則として、製品本体はインチ規格である。
なので、スパナにはインチ規格のものを用いるのが好ましい。
継ぎ手に一般にいえることだが、他社製品との互換性は無い。
したがって、継ぎ手のボディ（オス側）とナット（メス側）は、同じ会社のものを用いる必要があり、他社製品との混用は許されない。
他社製品と混用した場合は保証外である。